# رافاييل بونس
رافاييل بونس هو لاعب غولف إكوادوري، ولد في 22 يونيو 1963.

## وصلات خارجية
- رافاييل بونس على موقع رابطة اليابان للاعبي الغولف المحترفين (الإنجليزية)